# 花蓮港燈塔
花蓮港燈塔位於花蓮縣花蓮市花崗山上，為交通部航港局所管轄，花蓮港的助航設施之一，該燈塔興建於臺灣日治時期，經關務署因應配合行政院組織改造，將助航業務移撥新成立的航港局後，花蓮港燈塔也一併移入航港局管轄至今。

## 沿革
花蓮港燈塔建於臺灣日治時期，1909年（明治42年）臺南安平港的安平燈桿因改建為圓形磚造燈塔，而舊有燈桿的鐵材則在1910年（明治43年）移設至東部花蓮港，新設花蓮港燈塔，由臺灣總督府土木局負責施工，塔身為鐵造燈桿，外觀為白漆，照明來自塔頂石油燈，照度約100燭光，照度所及可達約8浬。
10月26日完工開始點燈，燈塔移交給通信局營運管理，花蓮港燈塔坐落在今日花蓮市花崗山上，因使用二手材料興建，高度僅有10公尺，因此設置後燈塔高度及光度均不足，外海船隻不易發現花蓮港燈塔的照明。1913年（大正2年）12月24日石油燈更新為閃白光乙炔瓦斯燈，每2秒1閃光，照度提升至約350燭光，照度所及提升至約15浬。1921年（大正10年）10月22日調整明弧，1931年（昭和6年）換裝綠色定光電燈。
第二次世界大戰戰後國民政府來臺，海關奉准接收全臺各地燈塔與燈桿，花蓮港燈塔一併由海關接收，1960年改為白色連閃光。，1964年海關移撥已拆除的富貴角燈塔臨時燈塔之鐵材，移設花蓮港燈塔新建新塔身一座，塔高增加至28.4公尺，也讓花蓮港燈塔素有「拼裝燈塔」的稱呼。
2013年1月1日配合行政院政府組職改造，關務署將助航業務移撥新成立的航港局，花蓮港燈塔移撥航港局繼續營運，2018年11月13日因應花蓮港燈塔年久老舊，航港局決議拆除重建，而新建燈塔仍舊維持舊有設計、燈器等，但採用全新鋼材搭建塔身，讓花蓮港燈塔擺脫拼裝燈塔的稱呼，重建期間夜間照明業務由北邊奇萊鼻燈塔暫代。
2022年5月28日航港局配合交通部舉辦的「2022世界自行車日─騎遊環台」活動，首度開放花蓮港燈塔及奇萊鼻燈塔供民眾入內參觀。

## 諸元
- 燈塔高度：28.4公尺[4]。
- 燈火高度：45.10公尺（高潮面至燈火中心）[2]。
- 照明設備：五等交流電閃光燈[5]。
- 燈質（頻率）：綠聯閃光每12秒[2]。
- 燭光數：200燭光[5]。
- 明弧：232~19度。
- 公稱光程：9.80浬[2]。
- 燈杆位置：北緯23度58分29.0秒，東經121度36分48.7秒[2]。